# Supernatural (DC Talk)
Supernatural è il quinto album in studio del gruppo musicale statunitense DC Talk, pubblicato nel 1998.

## Tracce
1. Intro – 0:24
2. It's Killing Me – 3:56
3. Dive – 4:21
4. Consume Me – 4:51
5. My Friend (So Long) – 4:11
6. Fearless – 5:07
7. Godsend – 4:14
8. Wanna Be Loved – 4:15
9. The Truth – 4:25
10. Since I Met You – 5:00
11. Into Jesus – 4:19
12. Supernatural – 4:00
13. Red Letters – 6:06
14. There Is A Treason at Sea – 1:40

## Formazione
- Toby McKeehan
- Kevin Max Smith
- Michael Tait